# ميريام كروز
ميريام كروز (بالإسبانية: Miriam Cruz)‏ (و. 1968 – م) هي مغنية، ولدت في سانتو دومينجو.

## وصلات خارجية
- ميريام كروز على موقع IMDb (الإنجليزية)
- ميريام كروز على موقع ميوزك برينز (الإنجليزية)
- ميريام كروز على موقع أول موفي (الإنجليزية)
- ميريام كروز على موقع ديسكوغز (الإنجليزية)
- ميريام كروز على موقع كينوبويسك (الروسية)